# Donáth Lajos
Donáth Lajos (Nagyszeben, 1868. február 6. – Miskolc, 1929. november 17.) zeneszerző, színházi karmester. 

## Életútja
Apja nagyajtai és pálosi Donáth Lajos (1827. k. – Kolozsvár, 1903. április 26.) postafőtiszt. Orvosi pályára készült. Zenei tanulmányait Farkas Ödönnél végezte Kolozsvárott. 1889-ben színházi karmester lett Bogyó Alajos társulatánál, Békésen, majd Rakodczay Pálnál. 1897-ben a Magyar Színház első karmestere volt. Saját szerzeményű ünnepi nyitányával ő kapta az első tapsokat az új színházban, melyben 1906-ig számos nagysikerű operettet tanított be és vezényelt. 1906-ban Lehár Ferenc ajánlatára szerződtette a berlini új Operette Színház. Berlinben működött az első világháború kitöréséig. Közben vendégszerepelt mint operett-dirigens Hannover, Strasbourg, Frankfurt, Wiesbaden, majd Szentpétervár, Moszkva, Kijev, Odessza és Varsó színházaiban. A háborúban katonai szolgálatra bevonult, a leszerelés után ismét a magyar vidékre volt kénytelen szerződni. 1924-ben a Király Színházhoz szerződött. Mint énektanár előbb a Rákosi-féle, majd az Országos Színészegyesületi iskolában működött éveken át. Mint zeneszerző két operettet írt: Kis boszorkány és Vízibetyárok. Művészileg átdolgozta Goldfaden Szulamitját és Bar-Koch-báját, melyek részben a fővárosban, a Magyar Színházban, részben vidéken kerültek színre. Számos darabhoz (Vasúti baleset stb.) betétszámokat, továbbá mű- és népdalt szerzett. 1924. május 11-én megünnepelte 35 éves jubileumát. 
Felesége Csekő Anna (Somogyi Aranka Franciska) színésznő (Székesfehérvár, 1865. december 9. – Budapest, 1943. március 22.) Leövey József színész és Somogyi Borbála színésznő leánya. Színpadra lépett 1882-ben, Károlyi Lajosnál. 1916. április 4-én nyugalomba vonult.
Leánya Donáth Kató színésznő.